# Belém (Alagoas)
Belém is een gemeente in de Braziliaanse deelstaat Alagoas. De gemeente telt 5.083 inwoners (schatting 2009).
De gemeente grenst aan Palmeira dos Índios, Taquarana en Tanque d'Arca.